# Кокра (Преддвор)
Кокра (словен. Kokra) је насељено место у општини Преддвор, Горењска регија, Словенија.

## Историја
До територијалне реорганизације у Словенији била је у саставу старе општине Крањ.

## Становништво
У попису становништва из 2011. године, Кокра је имала 264 становника.
| Број становника према пописима | Број становника према пописима | Број становника према пописима |
| ------------------------------ | ------------------------------ | ------------------------------ |
| 1991                           | 2002                           | 2011                           |
| 286                            | 266                            | 264                            |

## Галерија
- Кокршко седло
- Цојзова коча
- планинарски дом на Чемшенику
- Чемшенишки поток